# 台灣跨縣鄉道列表

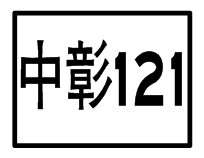
跨縣鄉道標誌

台灣跨縣鄉道列表列出台灣的跨縣鄉道。表中鄉道均改編為單一行政區內鄉道（唯1961年－1982年之跨縣鄉道未曾改編為各單一行政區鄉道），本表僅做整理之用。表中之鄉道無交代於某行政區現況者，代表該鄉道改編為單一行政區內鄉道後，其號碼仍與改編前一致。
- 北市3線（北市境內已解編）
- 北桃81線（桃縣境內無路跡）
- 北桃83線（桃縣境內改編桃60線）
- 北市98線（北市境內已解編）
- 北桃113線（桃縣境內改編桃119線）
- 桃北2線（北縣境內改編北121線）
- 桃北4線（北縣境內改編北120線）
- 桃北4-1線（北縣境內無編號）
- 桃北9線（北縣境內改編北118線）
- 桃北9-1線（北縣境內改編北117線）
- 桃北10線（北縣境內改編北116線）
- 桃竹69線（竹縣境內改編竹69線）
- 桃竹71線（竹縣境內改編竹71線）
- 桃竹107線（竹縣境內改編竹107線）
- 桃竹109線（竹縣境內改編竹109線）
- 竹桃10線（桃縣境內改編桃13線）
- 竹桃18線（桃縣境內改編桃21線）
- 竹桃20線（桃縣境內改編桃20線）
- 竹桃28-1線（桃縣境內改編桃29線）
- 竹苗47線（苗縣境內改編苗2-3線）
- 竹苗67線（竹縣境內解編；苗縣境內改編苗67線）
- 苗市1線（竹市境內解編）
- 苗市竹4線（竹市境內解編；竹縣境內改編竹84線）
- 苗竹18線（竹縣境內改編竹81線）
- 苗中41線（中縣境內改編中125線）
- 中投1線（中縣境內改編中131線；投縣境內改編投89線）
- 中苗2-1線（苗縣境內改編苗41-1線）
- 中苗4線（苗縣境內改編苗69線；中縣境內無資料）
- 中苗6線（苗縣境內改編苗68線）
- 中彰投120線（彰縣境內改編彰188線；投縣境內改編投92線）
- 中彰121線（彰縣境內改編彰189線）
- 投彰35線（彰縣境內改編彰190線）
- 彰投78線（投縣境內改編投88線）
- 彰投82線（投縣境內改編投90線）
- 彰投86線（投縣境內改編投86線）
- 雲嘉176線（嘉縣境內改編嘉176線）
- 雲嘉177線（嘉縣境內改編嘉177線）
- 雲嘉180線
- 雲嘉187線（嘉縣境內改編嘉181線）
- 雲嘉205線
- 雲嘉207線
- 嘉南31線（南縣境內改編南77線）
- 嘉高133線（高縣境內改編高134線）
- 嘉南137線（南縣境內改編南89-1線）
- 南嘉90線（嘉縣境內改編嘉182線）
- 南市133線（南市境內解編）
- 南高155線（高縣境內改編高4-1線）
- 南高159線（高縣境內改編高138線）
- 南高165線（高縣境內改編高141線）
- 高市30線（高市境內解編）
- 高市30-1線（高市境內解編）
- 高市53線（高市境內解編）
- 高市55線（高市境內解編）
- 高市71線（高市境內解編）
- 高屏99線（全線解編）
- 高屏103線（全線解編）
- 市高2線（高縣境內改編高47-1線）
- 市高4線（高縣境內改編高52-1線）
- 市高12線（高縣境內改編高69-1線）
- 市高14線（高縣境內改編高74線）
- 花東81線（東縣境內改編東3-1線）
- 東花4線
- 市北6線（基市境內解編，北縣境內改編北123線）
- 市北11線（基市境內解編，北縣境內改編北122線）
- 市竹3線（竹市境內解編，竹縣境內改編竹83線）
- 市竹12線（竹市境內解編，竹縣境內改編竹82線）
- 市竹15線（竹市境內解編，竹縣境內改編竹85線）
- 市中4線（中市境內解編，中縣境內改編中126線）
- 市中12線（中市境內解編，中縣境內改編中128線、中89-3線）
- 市中13線（中市境內解編，中縣境內改編中127線）
- 市中14線（中市境內解編，中縣境內改編中130線）
- 市中15線（中縣境內改編中129線）
- 市嘉6線（嘉市境內解編，嘉縣境內改編嘉178線）
- 市嘉8線（嘉市境內解編，嘉縣境內改編嘉179線）
- 市嘉9線（嘉市境內解編，嘉縣境內改編嘉139線）
- 市嘉南13線（嘉市境內解編，嘉縣境內改編嘉175線；南縣境內改編南86-1線）
- 市南6線（南市境內解編，南縣境內改編南146線）
- 市南10線（南市境內解編，南縣境內改編南148-1線）
- 市南11線（南市境內解編，南縣境內改編南147-1線）
- 市南12線（南市境內解編，南縣境內改編南155-1線）

## 1961年
- 北市26線
- 北桃74線
- 北桃80線
- 北市100線
- 桃北3線
- 桃北7線
- 桃北10線
- 桃竹69線
- 桃竹70線
- 桃竹71線
- 桃竹107線
- 桃竹111線
- 竹桃10線
- 苗中41-1線
- 中市75線
- 中市75-1線
- 中市85線
- 中市89線
- 市中4-1線
- 市中13線
- 市中14線
- 市中15線
- 市中16線
- 彰投13線
- 彰投73線
- 彰投82線
- 彰投115線
- 彰雲114線
- 彰雲161線
- 雲嘉205線
- 嘉南147線
- 市南10線
- 市南11線
- 市南12線
- 市高2線
- 市高4線
- 市高6線
- 市高8線
- 市高9線
- 市高12線